# Zoguela
Zoguela (ou Zogela) est un village du Cameroun situé dans la région de l’Est, le département du Haut-Nyong et la commune d'Atok, sur la route qui relie Abong-Mbang à Ayos.

## Nom du village
Selon des sources locales, le toponyme viendrait de juog (éléphant) et láú (trappe) : le village aurait été fondé par des gens qui avaient uni leurs forces pour achever un éléphant tombé dans un piège.

## Population
En 1966-1967, Zoguela comptait 378 habitants, principalement des Maka Bebend, un sous-groupe des Maka. Lors du recensement de 2005, on y dénombrait 524 personnes. Une enquête de terrain publiée en 2011 en a recensé 525.

## Infrastructures
La localité dispose d'une école protestante et d'un centre de santé (CSI).